# Cour d'appel de Basse-Terre
La cour d'appel de Basse-Terre est une juridiction d'appel qui connaît des affaires venant des tribunaux d'un seul département, celui de la Guadeloupe, ainsi que de Saint-Barthélemy et Saint-Martin.

## Organisation

### Premiers présidents
- Philippe Cavalerie depuis le 12 septembre 2017[2].

### Procureurs généraux
- Danielle Drouy-Ayral depuis le 31 juillet 2015[3].

## Tribunaux du ressort
| -          | 2 tribunaux judiciaires        | 1 tribunal de proximité | 2 conseils de prud'hommes      | 2 tribunaux mixte de commerce  |
| ---------- | ------------------------------ | ----------------------- | ------------------------------ | ------------------------------ |
| Guadeloupe | - Basse-Terre - Pointe-à-Pitre | - Saint-Martin          | - Basse-Terre - Pointe-à-Pitre | - Basse-Terre - Pointe-à-Pitre |

## Experts Judiciaires
- La cour d'appel de Basse-Terre publie chaque année une liste des experts judiciaires.
- Les experts judiciaires de la Guadeloupe sont regroupés au sein de la compagnie des experts près la cour d'appel de Basse-Terre